# Лемуань, Иосиф Иванович
Иосиф Иванович Лемуань (1802—1876) — русский кораблестроитель, инженер-генерал-лейтенант.

## Биография
Родился в 1802 году.
Окончил Училище корабельной архитектуры в Санкт-Петербурге и 5 мая 1819 года был произведён в 13-й класс Табели о рангах, с присвоением чина обученный тиммерман. С 1822 по 1826 годы исправлял должность адъютанта при команде кораблестроительной части. 22 декабря 1826 года переименован в прапорщики Корпуса корабельных инженеров.
В 1828 году построил в Новом адмиралтействе плавучий Лондонский маяк для кронштадтская порта. В 1829 году находился при постановке на камели и проводке на них в Кронштадт кораблей «Император Пётр I» и «Эмгейтен». Построил маячное судно для петербургская порта.
26 декабря 1828 года был произведён в подпоручики, 1 января 1830 года — за отличие в поручики, а 4 сентября того же года в штабс-капитаны.
В 1831 году соорудил походную корабельную церковь. В 1833 году построил в Новом адмиралтействе эллинг для бригов и меньший ранга судов; 6 декабря 1833 года в том же адмиралтействе заложил 20-пушечный бриг «Казарский», который построил и 25 августа 1833 года спустил на воду; 22 апреля 1834 года был произведён в капитаны.
В 1836 году был командирован в Царство Польское для осмотра на корнях растущих дубовых лесов, годных для кораблестроения; после чего был командирован старшим корабельным инженером в Ревельский порт. В 1837 году перетимбировал в Ревеле лоцманское судно «Юнг-Эдуард», затем был направлен на остров Эзель для подробного осмотра дубовых лесов. В 1838 году представил в Кораблестроительный и учётный комитет Морского министерства предложение о строительстве из обделанных им фрегатских членов на Ветлужких пристанях нового фрегата по чертежу фрегата «Паллада». 3 апреля 1838 года произведён в подполковники.
Был назначен с 14 мая 1840 года к исправлению судов на Галерном островке и в гребном порту; командирован в Бобруйск для постройки двух пароходов для днепровской пароходной кампании. В 1841 году был назначен в комиссию для исследования причин отделения стен при концах орлоп-бимсов, на тимберующихся кораблях «Арсис», «Кульм» и «Кацбах». В 1841 году построил в гребном порту 10 канонерских лодок. 15 октября того же года назначен старшим производителем работ на Галерном островке и в гребном порту. В этой должности работал до 1855 года: исправлял портовые суда, строил канонерские лодки и грузовую баржу для астраханского порта. В 1944 году составил чертежи для постройки новых камелей для фрегатов большего ранга. 6 декабря 1849 года произведён за отличие в полковники. В 1852 году перетимбировал транспорт «Moлога».
В 1851 году, вместе с генерал-майорами М. Н. Гринвальдом, И. А. Амосовым и полковником С. А. Бурачеком работал в составе комиссии, которая освидетельствовала корвет «Наварин», на пригодность к дальнему плаванию. Комиссия признала корабль годным, однако при последующих плаваниях корвет получил течь и был впоследствии продан. 10 февраля 1854 года И. И. Лемуань с вышеупомянутыми лицами получил «строжайший выговор со внесением в формуляр», за явное упущение, сделанное при освидетельствовании корвета. 6 апреля 1855 года было повелено «не считать выговора препятствием ко всем вообще наградам».
С 1856 по 1860 годы был управляющим судостроительными работами, заведовал исправлением портовых и ластовых судов при петербургском порту. 19 декабря 1860 года назначен членом Кораблестроительного технического комитета. С 1862 по 1865 годы состояли членом комиссии, учреждённой при петербургском военном генерал-губернаторе для наблюдения за частными пассажирскими пароходами. 1 января 1864 года произведён в генерал-майоры за отличие. В 1863—1869 годах состоял членом экзаменационной комиссии при морском корпусе; 5 мая 1869 года произведён в инженеры генерал-лейтенанты.
Умер 27 декабря 1876 (8 января 1877) года в Санкт-Петербурге; похоронен на Митрофаниевском кладбище.

## Награды
- орден Святой Анны 3-й степени (1853).
- Орден Святого Станислава 2-й степени (1856).
- орден Святого Владимира 4-й степени (1856).
- орден Святого Станислава 1-й степени (1872).
- орден Святой Анны 1-й степени (1875)[1].

## Семья
Первый раз женился на Екатерине Семёновне Брагиной (1803 — 15.06.1855); их дети:
- Глафира (1826 — 10.10.1860)[8]
- Константин (07.06.1834[9] — 11.01.1899[10])
- Михаил (28.12.1837[11]—?)
- Пётр (28.06.1840[12]—?)

Жена (второй брак) — Ольга Герасимовна Гренкова (? — 01.03.1873).